# Ференц Хамманг
Ференц Хамманг (угор. Hammang Ferenc, нар. 20 травня 1944, Будапешт, Угорщина) — угорський фехтувальник на шаблях, бронзовий призер Олімпійських ігор 1980 року, дворазовий чемпіон світу.

## Виступи на Олімпіадах
| Олімпіада     | Дисципліна     | Місце |
| ------------- | -------------- | ----- |
| Монреаль 1976 | командна шабля | 4     |
| Москва 1980   | командна шабля | 3     |